# Orasema
Orasema är ett släkte av steklar. Orasema ingår i familjen Eucharitidae.

## Dottertaxa tillOrasema, i alfabetisk ordning[1]
- Orasema aenea
- Orasema argentina
- Orasema assectator
- Orasema aureoviridis
- Orasema bakeri
- Orasema beameri
- Orasema bouceki
- Orasema cameroni
- Orasema cockerelli
- Orasema coloradensis
- Orasema communis
- Orasema costaricensis
- Orasema delhiensis
- Orasema delicatula
- Orasema deltae
- Orasema festiva
- Orasema fraudulenta
- Orasema gemignanii
- Orasema glabra
- Orasema initiator
- Orasema ishii
- Orasema koghisiana
- Orasema minuta
- Orasema minutissima
- Orasema monomoria
- Orasema neomexicana
- Orasema nigra
- Orasema occidentalis
- Orasema pireta
- Orasema promecea
- Orasema rapo
- Orasema robertsoni
- Orasema rugulosa
- Orasema salebrosa
- Orasema seyrigi
- Orasema simplex
- Orasema simulatrix
- Orasema sixaolae
- Orasema smithi
- Orasema stramineipes
- Orasema striatosoma
- Orasema susanae
- Orasema synempora
- Orasema texana
- Orasema tolteca
- Orasema uichancoi
- Orasema valgius
- Orasema wheeleri
- Orasema vianai
- Orasema violacea
- Orasema viridis
- Orasema worcesteri
- Orasema xanthopus